# Arlington Heights, Ohio
Arlington Heights là một làng thuộc quận Hamilton, tiểu bang Ohio, Hoa Kỳ. Năm 2010, dân số của làng này là 745 người.

## Dân số
- Dân số năm 2000: 899 người.
- Dân số năm 2010: 745 người.